# Andreas Nilsen
Andreas Nilsen (Trondheim, 10 agosto 1980) è un ex sciatore alpino norvegese.

## Biografia
Attivo in gare FIS dal gennaio del 1996, in Coppa Europa Nilsen esordì il 3 dicembre 2001 a Val Thorens in slalom speciale, senza completare la gara, e ottenne il primo podio il 13 dicembre 2002 a Obereggen in KO slalom (3º); pochi giorni dopo, il 16 dicembre, debuttò in Coppa del Mondo, a Sestriere nella medesima specialità (17º). Il 25 febbraio 2003 ottenne a Madesimo in slalom speciale l'ultimo podio in Coppa Europa (2º) e il 21 dicembre 2004 conquistò il miglior piazzamento in Coppa del Mondo, a Flachau in slalom gigante (10º); ai successivi Mondiali di Bormio/Santa Caterina Valfurva 2005, sua unica presenza iridata, non completò lo slalom gigante. Prese per l'ultima volta il via in Coppa del Mondo il 4 marzo 2007 a Kranjska Gora in slalom speciale, senza completare la gara, e si ritirò durante la stagione 2007-2008; la sua ultima gara fu uno slalom gigante FIS disputato il 5 gennaio a Trondheim, chiuso da Nilsen all'8º posto.

## Palmarès

### Coppa del Mondo
- Miglior piazzamento in classifica generale: 84º nel 2004

### Coppa Europa
- Miglior piazzamento in classifica generale: 5º nel 2003
- 4 podi:
  - 3 secondi posti
  - 1 terzo posto

#### Coppa Europa - gare a squadre
- 1 podio:
  - 1 secondo posto

### Campionati norvegesi
- 7 medaglie:
  - 1 oro (slalom gigante nel 2005)
  - 4 argenti (slalom speciale nel 2002; slalom speciale nel 2003; slalom speciale nel 2005; slalom gigante nel 2006)
  - 2 bronzi (slalom speciale nel 2001; slalom gigante nel 2003)